# Василіск звичайний
Василіск звичайний (Basiliscus basiliscus) — представник роду василісків з родини Шоломових ящірок. Має 2 підвиди. Інша назва «ящірка Ісуса Христа».

## Опис
Загальна довжина цього василіска коливається може сягати до 2,5 м, при цьому хвіст становить від 70—75% довжини. Втім середня довжина цієї ящірки 80 см. Вага до 0,5 кг. Спостерігається статевий диморфізм — самці значно більші за самиць. Морда тупа, очі витягнуті. На голові розташовано великий шкіряний виріст на кшталт гребня, такий самий гребінь тягнеться по середині уздовж спини. Самці також мають високі гребені на голові і хвості. Тулуб стрункий та кремезний. Хвіст віялоподібний. Кінцівки гарно розвинуті. Задні лапи, які більші за передні, мають лускаті смуги з боків третього, четвертого і п'ятого пальців. на цих лапах дуже довгі пальці, особливо четвертий. Має великого рота з пилкоподібними зубами, які знаходяться на внутрішній частині щелепи. 
Колір шкіри від коричневого до оливково—зеленого з білими, кремовими або жовтими смугами на верхній губі, ще одна смуга йде вздовж обох боків тіла. Черево жовтого забарвлення.

## Спосіб життя
Полюбляє зарості вдовж тропічних річок, озер. Зустрічається до висоти 1200 м над рівнем моря. Активний вдень. Добре бігає. Розвиває швидкість до 11 км на годину. Непогано лазає по вертикальній поверхні. Часто гріється на сонці, розташовуючись на гіллях дерев, що звисають над водою на висоті до 20 м. 
Звичайний василіск найбільш відомий своєю здатністю бігати по воді. Це здебільшого трапляється при небезпеці. в цьому випадку він прискорюється, наближаючись до найближчої водойми й після цього продовжує бігти на задніх лапах. Бігати по воді дозволяють великі лапи, які оснащені шкіряними клапанами й перетинками вздовж ніг, які не дозволяють потонути. під час бігу по воді середня швидкість становить 8,4 км на годину. Звідси й походить назва "ящірка Ісуса Христа". 
Також звичайний василіск може залишатися під водою до півгодини. 
Харчується комахами, квітами, дрібними хребетними, зокрема зміями, птахами, а також яйцями та рибою. 
Це яйцекладна ящірка. Самки відкладають до 10-20 яєць. На рік буває до 3 кладок. Через 3 місяці з'являються молоді василіски довжиною 37—43 мм з вагою 2 г. 
Середня тривалість життя становить 7 років у неволі, у природному середовищі трохи менше.

## Розповсюдження
Мешкає у Центральній та Південній Америці. 

## Підвиди
- Basiliscus basiliscus basiliscus
- Basiliscus basiliscus barbouri